# De zeven echtgenoten van Evelyn Hugo
De zeven echtgenoten van Evelyn Hugo is de in 2020 gepubliceerde vertaling van The seven husbands of Evelyn Hugo (2017) van Taylor Jenkins Reid. Het boek is intussen in meer dan 20 talen verschenen. Het verhaal gaat over de fictionele bejaarde filmster Evelyn Hugo die - na zich jaren in stilte gehuld te hebben - besluit haar levensverhaal te vertellen aan journaliste Monique Grant zodat zij er een biografie over kan schrijven. 

## Verhaal
De zeven echtgenoten van Evelyn Hugo is vormgegeven als raamvertelling. Monique Grant, een journaliste die in scheiding ligt, komt in het begin van het boek via haar werk in contact met Evelyn Hugo. Evelyn is een steenrijke en beroemde filmster en is 79 op het moment dat ze Monique vraagt haar te helpen haar levensverhaal op te stellen. Voor Monique een unieke kans, omdat Evelyn weinig van haar privéleven heeft losgelaten in het verleden en wel zeven maal getrouwd is geweest. Als Monique haar in het begin van het boek vraagt wie de liefde van haar leven was, wil ze dit in eerste instantie niet vertellen. Evelyn begint daarop haar levensverhaal te vertellen, dat in het boek ingedeeld is in 7 delen, één hoofdstuk voor elke echtgenoot. De echte liefde van haar leven - hoewel ze door het tijdsbeeld deze liefde echter angstvallig stil heeft moeten houden - is echter haar rivale Celia St. James die na haar introductie in het tweede deel door het gehele boek verweven zit.

### Ernie Diaz, de stakker
Ernie Diaz is Evelyns eerste echtgenoot, met wie ze op minderjarige leeftijd trouwt na het overlijden van haar moeder om van haar vader en haar armoedige achtergrond weg te komen. Ernie is haar ticket naar Hollywood omdat hij in filmcrews werkt en zij met hem mee kan verhuizen naar Los Angeles. Hier ontmoet ze Harry Cameron, een producer van Sunset Studios, waar ze al snel werk vindt en met wie ze bevriend raakt. Hij raadt haar aan te scheiden van Ernie, zodat ze op dates kan gaan met andere, beroemde mannen en zo haar carrière een boost kan geven.

### Don Adler, de klereleijer
Na wat rond gedate te hebben, trouwt Evelyn met Don Adler, die uit een Hollywood familie komt en wel wordt gezien als de prins van Hollywood. Don heeft veruit het meest negatieve omschrijving van al haar echtgenoten en de reden hiervoor is dat hij haar mishandelt. In deze periode leert zij ook Celia St. James kennen, met wie ze in eerste instantie een intieme vriendschap opbouwt en op wie zij langzaam verliefd wordt. De situatie rondom Don, Celia en Evelyn komt op een feestje tot explosie, wanneer Don vreemdgaat en Celia en Evelyn in een voorraadkast met elkaar zoenen. Hierna scheidt Don van Evelyn en ruïneert haar kansen binnen Sunset Studios.

### Mick Riva, de naïeveling
Evelyn moet, hoewel ze een grote som geld heeft gekregen in de scheiding, haar carrière weer vanaf het begin opbouwen. Ze doet dit door een Franse film op te nemen met regisseur Max Girard, waarin een fractie van een seconde haar borsten te zien zijn. Hierna geraakt ze ook in Hollywood weer wat meer in zwang. Evelyn en Celia beginnen een relatie, maar houden deze geheim voor het grotere publiek. Wanneer er steeds meer vermoedens ontstaan bij de roddelpers, besluit Evelyn Mick Riva, een muzikant die al weg van haar is, te verleiden tot een flitshuwelijk (ze scheiden weer binnen één dag) en seks. Celia is vanaf het begin af aan al niet blij met dit plan maar als Evelyn ook nog zwanger blijkt te zijn, beëindigt ze hun relatie. Evelyn laat de vrucht aborteren.

### Rex North, de slimmerik
Evelyn begint na haar scheiding van Riva én van Celia aan een nieuwe film, Anna Karenina, zowel als actrice als producer. Deze verfilming lijkt gedoemd te gaan floppen en om deze hiervoor te behoeden - en daarmee veel geld en aanzien te verliezen - sluit Evelyn een verstandshuwelijk met Rex North, dat twee jaar stand houdt, tot Rex verliefd wordt (het stel had afgesproken niet monogaam te leven) en zijn geliefde bezwangert. Op dat moment werken Rex en Evelyn net aan een film waarin de hoofdpersonen een stel zijn waarvan beiden vreemd gaan. Evelyn en Rex besluiten dit in het echte leven na te doen, om tijdens hun scheiding de film publiciteit te geven. 

### Harry Cameron, het lieve, gekwelde genie
Om dit mogelijk te maken, besluit Evelyn te trouwen met haar homoseksuele vriend Harry Cameron, die in het geheim date met de echtgenoot van Celia, John Braverman. Celia en Evelyn komen ook weer bij elkaar en Evelyn krijgt samen met Harry een kind, Connor, dat het viertal samen opvoedt. Ze hebben een hele gelukkige tijd samen, ondanks dat hun relaties geheim gehouden moeten worden. De Stonewall-rellen geven hierin wel wat hoop op een betere toekomst en de vier steunen de activisten vanaf dat moment allemaal met geld. Toch valt de idylle uit elkaar wanneer Evelyn samen met Don Adler een film maakt waarbij zij een heftige seksscene moet spelen. Celia, die al langer met jaloezie worstelt, wordt het te veel en ze verbreekt de relatie. Enige tijd later overlijdt John. Evelyn treft Max Girard weer, die haar na een uitje ten huwelijk vraagt. Na voorspraak van Harry, die nog steeds kapot is van het overlijden van John, neemt ze zijn aanzoek aan.

### Max Girard, de grote teleurstelling
Na haar huwelijk met Max blijkt dit eigenlijk een grote deceptie. Max was alleen maar uit op haar zijn bezit maken en hemzelf de echtgenoot van de grote filmster maken. Nadat Celia haar derde Oscar wint, besluit Evelyn weer contact met haar op te nemen. Ze trekken weer naar elkaar toe en maken een plan om met pensioen te gaan in Spanje. Harry is niet akkoord met het plan, maar verongelukt kort daarop. Hij blijkt onder invloed te hebben gereden en zijn nieuwe minnaar, die later Moniques vader zal blijken, zat naast hem. Evelyn, die Harry tegen de gevolgen van het rijden onder invloed wilde beschermen, sleept het lijk van Moniques vader van de bijrijdersstoel naar de plaats van de bestuurder voor ze Harry naar het ziekenhuis brengt. Beide slachtoffers overleven het ongeluk niet. Connor, die intussen al 13 à 14 jaar oud is, raakt in New York na het verlies van haar vader compleet losgeslagen. Celia stelt voor dat Evelyn en Connor nu bij haar en haar broer Robert Jamison komen wonen in een Spaans vissersdorpje.

### Robert Jamison, de vriendelijkheid zelve
Evelyn stemt hier mee in en trouwt met Robert, haar zevende en laatste echtgenoot, om via hem de erfenis van Celia te kunnen ontvangen; Celia blijkt namelijk terminaal ziek te zijn. Op haar 61e overlijdt ze en korte tijd later sterft ook Robert. Connor, die intussen terug is gegaan naar Amerika om te studeren, blijkt borstkanker ontwikkeld te hebben en overlijdt ook korte tijd later, waarna Evelyn alleen komt te staan. Ook zij blijkt borstkanker ontwikkeld te hebben.
Na haar levensverhaal met Monique te delen, vertelt Evelyn haar dat haar vader Harry's minnaar was en dat hij een brief aan Harry had gegeven waarin hij aangeeft zijn gezin niet voor hun liefde uiteen te willen scheuren. Ze geeft Monique de brief die hier heel uiteenlopende gevoelens bij krijgt. Ze laat Evelyn achter, ondanks dat ze sterk het gevoel krijgt dat Evelyn haar leven wil beëindigen. Monique besluit hierop niet in te grijpen, omdat ze Evelyn hierin een vrije keuze wil geven. Evelyn neemt een overdosis en sterft.

## Inspiratie
De figuur van Evelyn Hugo heeft verschillende inspiratiebronnen, aldus Taylor Jenkins Reid. Zo inspireerde Elizabeth Taylor met haar 8 huwelijken (met 7 mannen) de grote hoeveelheid huwelijken van Evelyn. Ava Gardner dicteerde, net als Evelyn in het verhaal, haar hele levensverhaal aan een schrijver en inspireerde daarmee dit deel van het boek. Ook Rita Hayworth, die net als Evelyn een niet-Amerikaanse achtergrond had, vormde een inspiratiebron.

## Ontvangst
Het boek werd goed ontvangen in het Engelse taalgebied. Verschillende recensenten noemden het hun favoriete boek. Er waren wat kleine kritiekpuntjes die door anderen genoemd werden, zoals dat van Tyne Klammer, die aangaf dat meerdere gezichtspunten (de lezer krijgt nu enkel het verhaal te horen zoals Evelyn dat vertelt) wellicht een verrijking was geweest. Een andere recensent gaf aan dat zij niet dol was op het format biografie, maar het boek toch aanraadde.
In Nederland werd het boek ook positief ontvangen en noemde boekenverkoopster Anne Sluijs De zeven mannen 'het fijnste boek dat ik dit jaar las'. Ook reviewer Demi Stein noemde het boek een favoriet. Janny Wildemast van de Vrouwenbibliotheek Utrecht was minder positief. Ze noemde het een boek dat 'heerlijk wegleest', maar vond dat de aangestipte onderwerpen, zoals racisme, homoseksualiteit en emancipatie veel te oppervlakkig werden behandeld.

### Online
De zeven mannen van Evelyn Hugo werd na het verschijnen in 2017 direct genomineerd voor de Goodreads Readers' Favorite Historical Fiction en belande met ruim 16.500 stemmen op de 6e plaats. In begin jaren 2020 steeg de populariteit van De zeven mannen onverwacht, waarschijnlijk onder invloed van BookTok. In 2021 stond het boek op de derde plaats van meest gelezen boek van Goodreads van dat jaar.

## Verfilming
Er waren plannen om een televisieserie te maken uit het boek, maar dit werd al gauw afgeblazen. Netflix besloot het project op te pakken en heeft sinds 2022 plannen om het boek te verfilmen. In april 2024 was de cast nog niet rond, maar was er sprake van een shortlist voor de rollen van Evelyn en Celia.